# Lloyd Barnes
Lloyd Barnes (1944., Jamajka), popularno Bullwackie je glazbeni producent reggae glazbe, dub glazbenik i osnivač neovisne izdavačke kuće Wackies specijalizirane za jamajčansku glazbu.

## Karijera
Barnes je bio štićenik Princea Bustera i snimio je nekoliko singlica 1960-ih. Lloyd Barnes je radio za etiketu Dukea Reida Treasure Isle kao inženjer prije nego što je ranih 1970-ih odselio u Bronx, New York. ondje je osnovao prodavaonicu ploča Wackie's House Of Music, a u stražnjem dijelu prodavaonice bio je prvi značajni reggae studio i etiketa u SAD. Uslijedile su etikete The Bullwackie's i Wackies, zajedno s inim imprintima kao Senrab, Hamma i Senta.
Barnes je snimao grupu Aksumites, uključujući snimke Andrewa McCalle i Joea Aksumitea, dvojice članova sastava koji su snimali s njim od ulaska u Wackie's House of Music. Tijekom kasnih 1970-ih i ranih 1980-ih producirao je snimke glazbenika kao što su Horace Andy, Sugar Minott, Junior Byles, Roland Alphonso, Tyrone Evans i Lee "Scratch" Perry. U kasnijim produkcijama nalazi se i rad Jackieja Mittooa. Barnes je također vodio sound system, koji mu je služio za izdanak snimaka etikete Wackiesa.
Danas živi u četvrti Wakefieldu u newyorškom Bronxu, gdje vodi vlastiti glazbeni studio.

## Vanjske poveznice
- Lloyd Barnes MusicBrainz